# Sloga Kraljevo
Sloga Kraljevo ist ein serbischer Sportverein aus der Stadt Kraljevo. Die bekannteste Abteilung des Vereins ist der Fußballklub, der in der Prva Liga spielt, der zweithöchsten Spielklasse des Landes. Der Verein wurde 1947 gegründet. Unter anderem spielte der heutige serbische Nationalspieler Aleksandar Luković, der heute beim russischen Erstligisten Zenit St. Petersburg unter Vertrag steht, in seiner ersten Profikarriere für Sloga Kraljevo. Die Basketballabteilung des Vereins wurde 1949 gegründet und spielt in der 1. Serbischen Basketballliga. Der bekannteste Spieler der je für die Basketballabteilung spielte ist der ehemalige NBA-Star Vlade Divac. Der Verein besitzt unter anderem auch eine Handballabteilung.